# Урочище «Поличне»
Урочище «Поличне» — загальнозоологічний заказник місцевого значення в Україні. Розташований на території Річицької сільської ради Вараського району Рівненської області, на північ від села Малі Телковичі.
Площа 219 га. Створений рішенням Рівненського облвиконкому № 343 від 22.11.1983 року. Землекористувач — Річицьке лісництво ДП «Зарічненський лісгосп» (квартали 28, 29).
Заказник створений з метою збереження та відтворення природного комплексу, типового для Волинського Полісся, і підтримки загального екологічного балансу на цій території, на лівобережжі річки Стир.